# Аренда (село)
Аренда — село в Оловяннинском районе Забайкальского края России. Входит в состав сельского поселения «Улятуйское».

## География
Село находится в северной части района, на левом берегу реки Калангуй (приток Унды), вблизи места впадения в неё реки Аренды, на расстоянии примерно 56 километров (по прямой) к северо-востоку от посёлка городского типа Оловянная.
Климат
Климат характеризуется как резко континентальный, с большими колебаниями средних температур зимних и летних месяцев, а также резкими колебаниями температур в течение одних суток. Среднегодовая температура воздуха составляет −1,4 °С. Абсолютный максимум температуры воздуха — 39,2 °С; абсолютный минимум — −45,5 °С. Среднегодовое количество осадков — 342 мм.
Часовой пояс
Село Аренда находится в часовой зоне МСК+6. Смещение применяемого времени относительно UTC составляет +9:00.

## История
Основано в 1924 году. В 1930 году, в ходе коллективизации, была организована сельскохозяйственная артель «Восход», преобразованная в том же году в колхоз.

## Население
| 2002 | 2010 | 2021 |
| ---- | ---- | ---- |
| 316  | ↘213 | ↘155 |

Половой состав
По данным Всероссийской переписи населения 2010 года в гендерной структуре населения мужчины составляли 52,1 %, женщины — соответственно 47,9 %.
Национальный состав
Согласно результатам переписи 2002 года, в национальной структуре населения русские составляли 89 % из 316 чел.

## Инфраструктура
Действуют средняя общеобразовательная школа, дом культуры, библиотека, медицинский пункт и почтовое отделение.

## Улицы
Уличная сеть села состоит из шести улиц.